# Tony Vivarelli
Pour les articles homonymes, voir Vivarelli.
Tony Vivarelli, est un boxeur français né le 2 novembre 1960 à Syracuse (Italie).

## Carrière

### Parcours de boxeur amateur
Après 12 années de boxe amateur durant lesquelles il remporte le titre de champion de France,,, des poids super-légers en 1981, Vivarelli intègre l'équipe de France et sera sélectionné aux championnats du monde de boxe amateur à Munich en 1982.

### Parcours de boxeur professionnel et reconversion
Tony Vivarelli mène une carrière de boxeur professionnelle entre 1983 et 1988. Il s'incline deux fois en championnat de France des super-légers le 29 mars 1985 face à Tusikoleta Nkalankete puis le 27 mars 1987 contre Karim Rabbi. 
En novembre 1986, il fonde le club de boxe Nice Azur Boxe. Parallèlement, il occupe plusieurs fonctions successives dans l'événementiel sportif à la direction des sports de la ville de Nice. Il fait naître et dirige plusieurs projets, tels que le semi marathon international de Nice (de 1992 à 1997), le supercross moto (1996) ou encore la coupe du monde de roller (2001).